# 尭延入道親王
尭延入道親王（ぎょうえん にゅうどう しんのう、旧字体：堯延󠄂入道󠄁親王、延宝4年旧暦12月28日（1677年1月31日） - 享保3年旧暦11月29日（1719年1月19日））は、江戸時代前期から中期にかけての入道親王。父は霊元天皇。母は五条庸子。幼名六宮。出家前は周慶親王（ちかよし しんのう）といった。
9歳のとき京都妙法院に入り、堯恕法親王に師事した。親王宣下を受けたのちに出家し、その後は3度天台座主を務めている。4代将軍徳川家綱の三十三回忌の法会、徳川家康の百回忌の法会では、その導師を務めている。